# Majalangu
Majalangu is een plaats en bestuurslaag (kelurahan) in het onderdistrict (kecamatan) Watukumpul in het regentschap Pemalang van de provincie Midden-Java, Indonesië. Majalangu telt 6.998 inwoners (volkstelling 2010).